# Ligue régionale du Maroc de football
La Ligue régionale du Maroc de football est l'ensemble des championnats des ligues régionaux qui sont dépendant de la Fédération royale marocaine de football et chargés d'organiser les compétitions de football au niveau de leurs territoires.
Elles constituent la 6e division dans le système du championnat marocain de football masculin et la 3e division chez les féminines.

## Ligues
| Ligue                                 | Siège      |
| ------------------------------------- | ---------- |
| Ligue du Nord de football             | Tanger     |
| Ligue de l'Oriental de football       | Oujda      |
| Ligue de Tafilalet de football        | Meknès     |
| Ligue du Centre-Nord de football      | Fès        |
| Ligue du Gharb de football            | Rabat      |
| Ligue du Grand-Casablanca de football | Casablanca |
| Ligue de Sud de football              | Marrakech  |
| Ligue de Doukkala-Abda de football    | Safi       |
| Ligue de Tadla de football            | Khouribga  |
| Ligue du Souss de football            | Agadir     |
| Ligue du Sahara de football           | Laâyoune   |